# Bergholz (Ohio)
Bergholz es una villa ubicada en el condado de Jefferson en el estado estadounidense de Ohio. En el Censo de 2010 tenía una población de 664 habitantes y una densidad poblacional de 455,37 personas por km².

## Geografía
Bergholz se encuentra ubicada en las coordenadas 40°31′15″N 80°53′6″O / 40.52083, -80.88500. Según la Oficina del Censo de los Estados Unidos, Bergholz tiene una superficie total de 1.46 km², de la cual 1.46 km² corresponden a tierra firme y (0%) 0 km² es agua.

## Demografía
Según el censo de 2010, había 664 personas residiendo en Bergholz. La densidad de población era de 455,37 hab./km². De los 664 habitantes, Bergholz estaba compuesto por el 98.19% blancos, el 0.75% eran afroamericanos, el 0.3% eran amerindios, el 0.15% eran asiáticos, el 0% eran isleños del Pacífico, el 0% eran de otras razas y el 0.6% pertenecían a dos o más razas. Del total de la población el 0.15% eran hispanos o latinos de cualquier raza.